# Vasilis Tsitsanis
Vasilis Tsitsanis (griechisch Βασίλης Τσιτσάνης auch Vassílis Tsitsánis; * 18. Januar 1915 in Trikala, Griechenland; † 18. Januar 1984 in London, Großbritannien) war ein griechischer Komponist, Bouzouki-Virtuose und Sänger.

## Leben
Vasilis Tsitsanis wird als einer der wichtigsten Vertreter des Rembetiko angesehen und als der Komponist gehandelt, der diese Musik sehr stark weiterentwickelte. Er hat mehr als 600 Lieder auf Platten aufgenommen. Zur großen Mehrheit spielt er bei seinen Stücken selber Bouzouki und singt zweite oder dritte Stimme. Er war jedoch auch bei anderen Komponisten als Bouzoukispieler und Interpret gefragt, so dass er bei zahlreichen Platten seiner „Rivalen“ mitwirkte. 
Der 1936 bis 1941 regierende Diktator Ioannis Metaxas vertrat die Ansicht, Rembetiko sei unmoralisch. Die Musiker wurden zensiert und ihre Instrumente zerstört. Viele seiner Lieder sind auch heute noch sehr populär, wie z. B. Synefiasmeni Kyriaki (griechisch Συννεφιασμένη Κυριακή/Trüber Sonntag), das 1941 während der Besetzung Griechenlands durch die Deutschen komponiert wurde. Obwohl der Text des Liedes keine politischen Anspielungen enthält, wurde es immer wieder politisch interpretiert. Es gehört zu den Liedern, die viele Griechen auswendig können.
In seiner Heimatstadt Trikala widmete man Tsitsanis ein Museum, das nach einem Umbau und einer Modernisierung am 21. Juni 2023, dem Europäischen Tag der Musik, wieder offiziell eröffnet wurde. In mehreren Räumen des ehemaligen Gefängnisses von Trikala werden anhand zahlreicher Fotos und Dokumente sein Werdegang und seine Musik dargestellt.

## Werke
- Oti ki an po den se xechno. Giorgos Dalaras singt Tsitsanis (weitere Mitwirkende: Andreatos Gerasimos, Tsaligopoulou Eleni, Tsitsanis Vasilis, Drakia Giota). 3CD + 1DVD. Erscheinungsdatum:16/6/2004 (MINOS-EMI)